# Onthophagus rorarius
Onthophagus rorarius é uma espécie de inseto do género Onthophagus, família Scarabaeidae, ordem Coleoptera.
Foi descrita cientificamente por Harold em 1877.